# NGC 6384
NGC 6384 es una galaxia espiral barrada situada a unos 60 millones de años luz de distancia en la parte norte de la constelación de Ofiuco. La galaxia está inclinada un ángulo de 47° respecto a la línea de visión, a lo largo de un ángulo de posición de 40°. La masa estimada de las estrellas en esta galaxia es de 105 mil millones de veces la masa del Sol.
En un momento NGC 6384 se consideró una galaxia normal, sin actividad en el núcleo. Sin embargo, ahora se clasifica como un objeto de transición (T2), que se cree que es una galaxia de tipo LINER cuyo espectro de línea de emisión está contaminada por regiones H II en el núcleo.
El 24 de junio de 1971, una supernova de tipo Ia fue descubierta en esta galaxia a 27″ este y 20″ norte del núcleo. Alcanzó una magnitud visual máxima de 12,85 a finales de junio. Designada SN 1971L, estaba situada a lo largo de un brazo espiral, sugiriendo que el progenitor no era una de las estrellas más antiguas, la población estelar más evolucionada de la galaxia.